# Mathème
Le mathème est un terme inventé par Jacques Lacan en 1971 pour désigner la formalisation algébrique des concepts de psychanalyse qu'il avait opérée et ce dans l’optique de leur transmission.

## Origine du concept
À la suite d'une lecture de Ludwig Wittgenstein et d’une analyse des structures de la psychose, Lacan invente le mathème en même temps que le nœud borroméen en rapport avec les concepts de Réel, symbolique et imaginaire : le mathème est un « modèle de langage articulé à une logique de l’ordre symbolique » ; le nœud borroméen est un « modèle de structure fondé sur la topologie et opérant un déplacement radical du symbolique vers le réel ».
Le terme est employé pour la première fois le 2 décembre 1971, construit à partir du mythème de Claude Lévi-Strauss et du grec ancien μάθημα, la connaissance, il n’appartient pas spécifiquement au champ des mathématiques.

## Transmission
Alternativement employé au pluriel (les mathèmes) et au singulier, Lacan en donne entre 1972 et 1973 plusieurs définitions mais le relie à l'existence des quatre discours exposés dans son séminaire des années 1969-1970, L’Envers de la psychanalyse, à savoir le discours du maître, le discours universitaire, le discours hystérique, et le discours psychanalytique où le mathème est « l'écriture de ce qu'on ne dit pas mais de ce qui peut se transmettre », prenant le contre-pied de Wittgenstein, en visant à la transmission de l’ineffable. 
Ainsi le mathème n'est pas une formalisation intégrale puisqu'il suppose toujours un reste qui lui échappe mais il s'appuie sur des mathèmes, c'est-à-dire des formulations algébriques des concepts psychanalytiques opérées par Lacan dont : le signifiant, le stade du miroir, les graphes du désir, le sujet, le fantasme, l’Autre, l'objet a.
Selon Plon et Roudinesco, si en 1969 Lacan montrait l’incompatibilité de la psychanalyse avec le discours universitaire, le mathème allait être compris, notamment par Jacques-Alain Miller comme un moyen d’introduire la psychanalyse à l'université.